# Log géologique
Pour les articles homonymes, voir Log.

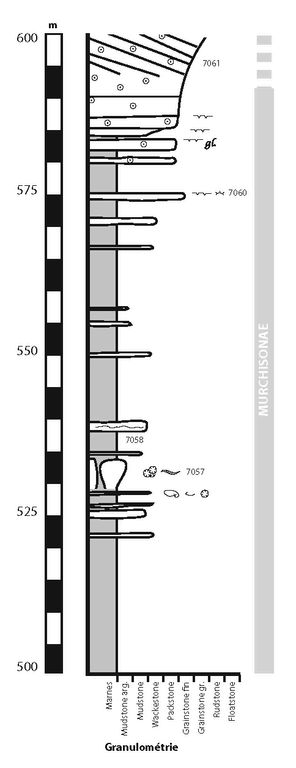
Exemple de log géologique (Aalénien du Maroc). La résistance des bancs à l'érosion est représentée par le bombement de la couche : plus le bombement est concave, plus la couche est altérable ; plus il est convexe, plus la couche est résistante.

Un log géologique, appelé aussi log stratigraphique, colonne stratigraphique ou coupe stratigraphique est un outil de connaissance géologique très utilisé en stratigraphie et en sédimentologie. Il s'agit d'une représentation schématique verticale d'une série stratigraphique. Il peut être levé lors de la réalisation d'un forage de reconnaissance (en anglais well log), ou par l'étude des affleurements. Le faciès est décrit selon un code spécifique (par exemple S pour sable, et m pour medium).
Idéalement, le log représente chaque couche géologique d'une succession stratigraphique avec :
- sa lithologie : par un figuré particulier (ex : briques pour le calcaire, point pour le grès, rond pour le conglomérat), comprend la texture et la granulométrie ;
- son épaisseur : le dessin est fait à l'échelle le long d'une ligne verticale graduée ;
- sa dureté : la dureté est représentée horizontalement (une lithologie meuble comme l'argile sera représenté en « creux » alors qu'une lithologie dure comme le calcaire sera représentée en « bombement ») ;
- les figures sédimentaires : toutes les indications concernant le milieu de dépôt de la couche considérée (formes de la succession des strates) ainsi que les contacts entre les couches ;
- les fossiles qui la compose : information sur le milieu de dépôt et possibilité de datation ;
- la couleur, et les autres remarques éventuelles dans une dernière colonne à part.

Les logs sont très utiles pour la reconstitution des paléoenvironnements et pour la stratigraphie séquentielle. C'est la parfaite représentation des séries sédimentaires.